# برونو ديشين
برونو ديشين (مواليد 22 مايو 1963) هو مبارز بالسيف كندي، مثّل بلاده في الألعاب الأولمبية الصيفية 1988.

## روابط خارجية
برونو ديشين على موقع أوليمبيديا (الإنجليزية)